# 宏都拉斯國家航空018號班機空難
洪都拉斯国家航空018号班机是自洪都拉斯罗阿坦岛胡安·曼努埃尔·加尔维斯国际机场飞往阿特蘭蒂達省拉塞瓦戈洛松国际机场的客运包机，由英国宇航捷流32执飞。2025年3月17日18时18分，该航班因在起飞时 冲出跑道在海中失事，造成机上18人中13人死亡，其中包括当地知名歌手暨政客奥雷利奥·马丁内斯（Aurelio Martínez）。当局表示飞机残骸已在距海岸约一公里处寻获。

## 背景

### 涉事客机
涉事客机是一架捷流32，机尾配有两台霍尼韦尔TPE331型引擎，注册号HR-AYW，由洪都拉斯国家航空运营。

### 乘客与机组人员
机上共计18人，机组3人，旅客15人。机上另有一名法国籍和一名美国籍旅客。所有罹难者均为洪都拉斯公民。 机组成员分别为飞行员路易斯·安赫尔·阿拉亚（Luis Ángel Araya）、副驾驶弗朗西斯科·拉各斯（Francisco Lagos）和一名乘务员。事故中死亡的奥雷利奥·马丁内斯为洪都拉斯音乐家和前国会议员。五名生还者已全部送医，其中包括一名胫骨骨折和头部轻微受伤的男子。

## 事故经过

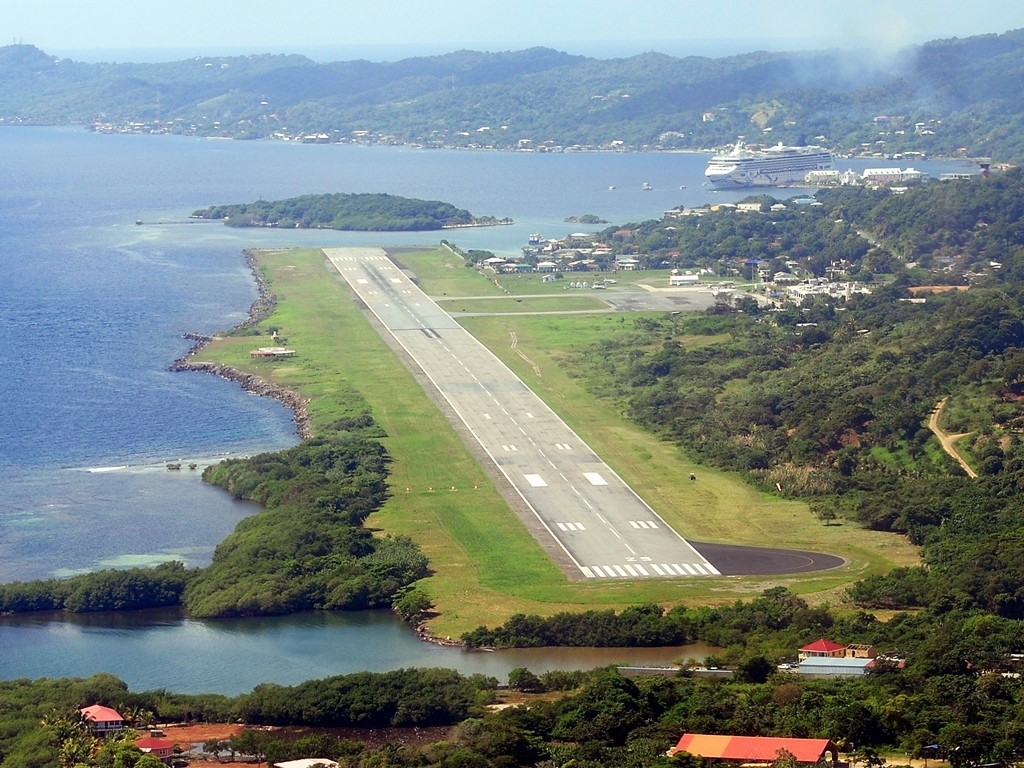
胡安·曼努埃尔·加尔维斯国际机场的跑道（摄于2013年）

客机自胡安·曼努埃尔·加尔维斯国际机场07跑道起飞，计划飞往戈洛松国际机场。起飞一分钟后，客机疑似遭遇机械故障，随后右转并坠入距海岸线约一公里的水域。当局表示飞机的一具引擎因坠海丧失动力。飞机在岩石海床区域下沉约50（160英尺），对救援工作造成一定困难。失踪者是一名妇女，她的丈夫幸存下来并被送往医院，其尸体于事故翌日被发现。

## 反应
洪都拉斯政府发表声明，称当局“对罗阿坦岛发生的悲惨事故深感遗憾，全国将进入哀悼期”。总统希奥玛拉·卡斯特罗在事故后组建了紧急委员会。死难者遗体被运往圣佩德罗苏拉的太平间。